# Lithophane hesperica
Lithophane hesperica là một loài bướm đêm trong họ Noctuidae.